# فرودگاه تارگومیندا
فرودگاه تارگومیندا (به انگلیسی: Thargomindah Airport) یک فرودگاه همگانی با کد یاتا XTG است که یک باند فرود شن دارد و طول باند آن ۸۴۶ متر است. این فرودگاه در کشور استرالیا قرار دارد و در ارتفاع ۱۳۲ متری از سطح دریا واقع شده است.